# Nord 1500 Noréclair
Pour l’article homonyme, voir Nord 1500 Griffon II.
Le Nord 1500 Noréclair est un avion français conçu à la fin de la Seconde Guerre mondiale et destiné à des missions de bombardement en piqué, de torpillage et de lutte anti-sous-marine.

## Histoire
Le Nord 1500 trouve ses origines dans un programme de 1943 visant à fournir à l'aviation navale un bimoteur de bombardement en piqué, de torpillage et de lutte ASM pouvant être basé à terre comme sur porte-avions. Deux constructeurs en particulier répondirent à cet appel d'offres : la SNCAN et la SNCAC.
La SNCAN proposa deux versions, une mono-dérive « A » et une bi-dérive « B ». Après la Libération, le 18 septembre 1945, l'appareil fit l'objet d'une commande de trois prototypes au titre du marché no 4242/45.
Au milieu de 1946, la SNCAN prévoyait une commande de 105 appareils, la marine pensa quelque temps en commander 35 pour le projet de porte-avions Clemenceau (PA 28) mais finalement aucune commande de série ne fut passée. Seul le premier prototype fut achevé, il effectua son premier vol le 29 août 1947. Les essais en vol mirent au jour de nombreux défauts qui nécessitèrent des modifications : ainsi le train d'atterrissage dut être modifié, tout comme la dérive qui causait de l'instabilité ou encore les moteurs qui tombaient régulièrement en panne. Ces différents problèmes stoppèrent à plusieurs reprises les essais en vol et il ne put rejoindre le centre d'essais en vol qu'en février 1949. En avril, le marché fut stoppé.
Malgré tout en septembre 1949, il rejoignit le Centre d’expérimentation pratique de l’aéronautique navale à Saint-Raphaël. Les expérimentateurs lui reprochèrent entre autres ses moteurs trop peu puissants, sa soute pas assez importante ainsi que l'étroitesse du couloir de communication entre les postes. Il servit encore quelque temps comme avion de servitudes. Pour le maintenir en état de vol, le second prototype non achevé fut cannibalisé. Finalement en juillet 1950 le Nord 1500 fut condamné.
Diverses versions et modifications furent envisagées :

En 1947, une version Nord 1501 aurait été étudiée. Celle-ci aurait consisté à remplacer les moteurs 14R peu fiables par des Bristol Hercules cependant cette modification ne fut jamais effectuée.
La même année, face à l'absence au court terme d'un porte-avions suffisamment gros pour accueillir un bimoteur, il fut envisagé de transformer l'appareil en avion de surveillance côtière. Pour ce faire le groupe motopropulseur aurait été remplacé par un turboréacteur Rolls-Royce Nene à la place de la tourelle de queue. Le second prototype alors achevé à 65 % devait recevoir cette modification. On attendait alors de cette version 1510 une vitesse maximale à 6 000 m de 760 km/h et une autonomie de 7 heures à la vitesse de croisière de 280 km/h. Le premier vol de cette version modifiée était prévu pour le 1er octobre 1948 et une commande de 35 appareils était attendue pour 1949. La modification du second appareil fut commencée mais fut stoppée le 15 décembre dans l'attente de la signature d'un avenant au contrat 4242, cependant la signature ne se fit pas et tout fut arrêté le 4 juin 1949.
Enfin en novembre 1947, l'état-major de la marine nationale envisagea de se doter d'un appareil de ravitaillement en vol. On pensa entre autres un dérivé largement modifié du Nord 1500 propulsé par un turbopropulseur Rolls Royce Clyde de 3 400 ch et d'un système de ravitaillement Cobham, cependant ce projet n'aboutit jamais.

## Description
Le Nord 1500 Noréclair est bimoteur à ailes médianes et train d'atterrissage classique. Ses ailes possèdent un double dièdre dont la cassure se situe au niveau des nacelles moteurs. Elles sont munies de volets de courbure et d'aérofreins. Sur les versions devant être embarquées sur porte-avions les demi-ailes à extérieures aux moteurs auraient dû se replier vers l'arrière, cependant le seul prototype achevé n'est pas équipé de ce dispositif. Le fuselage de section oblongue possède dans sa partie inférieure une soute à bombe ou à torpille et l'avant de l'appareil comprend un cockpit blindé. Concernant l'empennage, il est de type monodérive bien que des essais en soufflerie aient été menés sur des maquettes bi- ou tri-dérive pour remédier à une instabilité en lacet. Le train d'atterrissage est rétractable hydrauliquement, les jambes principales se logeant dans les fuseaux moteurs.
Au niveau de la propulsion, l'appareil utilise deux moteurs 14 cylindres en double-étoile Gnome et Rhône 14R-25 d'une puissance au décollage de 1 600 ch.
Son armement est constitué au niveau offensif d'une torpille de 450 mm ou de deux tonnes de bombes ou de charges anti-sous-marines. Il pouvait aussi être équipé de roquettes accrochées sous les ailes. Il aurait dû recevoir deux canons fixe MG 151 et deux autres mobiles placé dans un tourelle de queue commandée à distance.

## Sources
- Jean Cuny, Les avions de combat français 1944-1960, vol. 2 : Chasse lourde, bombardement, assaut, exploration, Paris, Éditions Larivière, coll. « Docavia », octobre 1989, 279 p., p. 28-30

### Aéronefs comparables
- SNCAC NC.1070